# Propallene socotrana
Propallene socotrana is een zeespin uit de familie Callipallenidae. De soort behoort tot het geslacht Propallene. Propallene socotrana werd in 2007 voor het eerst wetenschappelijk beschreven door Bartolini & Krapp. 